# Distretto di Şebinkarahisar
Il distretto di Şebinkarahisar (in turco Şebinkarahisar ilçesi) è uno dei distretti della provincia di Giresun, in Turchia.